# Lupi (Camarines Sur)
Pour les articles homonymes, voir Lupi.
Lupi est une municipalité de la province de Camarines Sur, aux Philippines.